# デニソン (テキサス州)
デニソン (Denison) は、アメリカ合衆国テキサス州グレイソン郡に位置する都市である。2010年現在の国勢調査で、この都市は総人口22,682人である。

## 歴史
デニソンは1872年に設立され、ミズーリ-カンザステキサス鉄道（Missouri-Kansas-Texas Railroad）とレッド川の交差点に位置するため、19世紀のアメリカ西部時代には重要な交易地点だった。

第34代アメリカ合衆国大統領ドワイト・D・アイゼンハワーはデニソンの出身である。

## 地理
デニソンは、北緯33度44分59秒 西経96度33分27秒 / 北緯33.74972度 西経96.55750度にある。

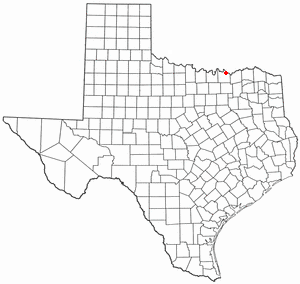
テキサス州内での位置

アメリカ合衆国統計局によると、この都市は総面積59.3 km2 (22.9 平方マイル) である。このうち58.5 km2 (22.6 平方マイル) が陸地で0.8 km2 (0.3 平方マイル) が水地域である。総面積の1.40%が水地域となっている。

## 人口動静
2000年現在の国勢調査で、この都市は人口22,773人、9,185世帯、6,135家族が暮らしている。人口密度は、389.2/km2 (1,008.1/mi2) である。176.2/km2 (456.3/mi2) の平均的な密度に10,309軒の住居が建っている。この都市の人種的な構成は84.02%が白人、アフリカン・アメリカン8.62%、先住民1.67%、アジア0.46%、太平洋諸島系0.06%、その他の人種2.19%、及び混血2.98%である。ここの人口の5.25%はヒスパニックまたはラテン系である。
9,185世帯のうち、29.8%が18歳未満の子供と一緒に生活しており、29.8%は夫婦で生活している。48.1%は未婚の女性が世帯主であり、14.4%は家族以外の住人と同居している。33.2%は独身の居住者が住んでおり、29.1%は65歳以上で独身である。1世帯の平均人数は2.43人であり、家庭の場合は、2.97人である。
この都市内の住民は24.6%が18歳未満の未成年、18歳以上24歳以下が8.8%、25歳以上44歳以下が26.7%、45歳以上64歳以下が22.4%、及び65歳以上が17.4%にわたっている。中央値年齢は38歳である。女性100人ごとに対して男性は88.9人である。18歳以上の女性100人ごとに対して男性は83.7人である。
この都市の世帯ごとの平均的な収入は31,474米ドルであり、家族ごとの平均的な収入は39,820米ドルである。男性は30,459米ドルに対して女性は21,451米ドルの平均的な収入がある。この都市の一人当たりの収入 (per capita income) は17,685米ドルである。人口の14.7%及び家族の11.9% は貧困線以下である。全人口のうち18歳未満の21.8%及び65歳以上の11.8%は貧困線以下の生活を送っている。